# Victor Automobile Company
Victor Automobile Company war ein US-amerikanischer Hersteller von Automobilen.

## Unternehmensgeschichte
Joseph Lay und S. C. Lay gründeten das Unternehmen im November 1906. Sitz und Fabrik waren in Ridgeville in Indiana. 1907 begannen sie mit der Produktion von Automobilen. Der Markenname lautete Senator. Ende 1910 kam die Produktion zum Erliegen. 1912 wurde das Unternehmen aufgelöst. Insgesamt entstanden sieben Fahrzeuge.
Es gab keine Verbindung zur Senator Motor Car Company, die 1912 den gleichen Markennamen für ihre Personenkraftwagen benutzte.

## Fahrzeuge
Die Wagen hatten einen Motor von der Carrico Motor Company. Auffallend war die Luftkühlung.
Von 1907 bis 1908 gab es nur den 20/24 HP. Der Vierzylindermotor mit jeweils 101,6 mm Bohrung und Hub hatte 3295 cm³ Hubraum. Er war mit 20/24 PS angegeben. Das Fahrgestell hatte 269 cm Radstand. Zur Wahl standen Tourenwagen und Roadster. Der Neupreis betrug jeweils 2000 US-Dollar.
1909 blieb dieses Modell unverändert. Als Einstiegsmodell kam der 14/16 HP dazu. Er hatte einen Zweizylindermotor, der mit 14/16 PS angegeben war. Der Radstand betrug 254 cm. Die Fahrzeuge waren als Runabout karosseriert und kosteten nur 650 Dollar. Dieses Modell wurde am Jahresende wieder aus dem Programm gestrichen.
1910 stand nur der 22/24 HP im Sortiment. Die Motorleistung war etwas erhöht worden und der Radstand auf 272 cm verlängert worden. Als dritte Karosserieform wurde ein Baby Tonneau angeboten.

## Modellübersicht
| Jahr      | Modell   | Zylinder | Leistung (PS) | Radstand (cm) | Aufbau                              |
| --------- | -------- | -------- | ------------- | ------------- | ----------------------------------- |
| 1907–1908 | 20/24 HP | 4        | 20/24         | 269           | Tourenwagen, Roadster               |
| 1909      | 14/16 HP | 2        | 14/16         | 254           | Runabout                            |
| 1909      | 20/24 HP | 4        | 20/24         | 269           | Tourenwagen, Roadster               |
| 1910      | 22/24 HP | 4        | 22/24         | 272           | Roadster, Baby Tonneau, Tourenwagen |